# نفتالی
نفتالی (عبری: נַפְתָּלִי (نَفِتالی) (به معنی نبردمن) پسر ششم یعقوب از بلهه کنیز راحیل بود. برادر بزرگ‌تر وی از مادرش بلهه، دان نام داشت. راحیل با خواهرش لیه در حال کشمکش بود، لیله صاحب بچه شده بود ولی راحیل نازا بود؛ تا این‌که راحیل کنیزش بلهه را به یعقوب بخشید، و راحیل نام دومین فرزند بلهه را نفتالی (به معنی کشتی یا نبرد من) گذاشت. یعقوب زمانی که نزد پسرش یوسف به مصر آمد، در مورد نفتالی چنین پیشگویی کرد: نفتالی غزال آزادیست که سخنان نیکو بار خواهد داد. دبوره و باراق از سبط نفتالی برای نجات قوم اسرائیل برخاستند. ناحیه‌ای که تحت تسلط سبط نفتالی درآمد فلسطین شمالی بود که از سمت شرق به دریای جلیل و از سمت شمال به اردن محدود می‌گردید. مرز جنوبی آن را یساکار و زبولون و مرز غربی را زبولون و اشیر در اختیار داشتند. حاصور، قادش، حموت دور و قرتان از شهرهای فلسطین است که به سبط نفتالی تعلق داشت.